# Ecological Management and Restoration
Ecological Management and Restoration (abrégé en Ecol. Manage. Restor.) est une revue scientifique à comité de lecture de l’Ecological Society of Australia qui traite de tous les aspects de l'écologie de rétablissement.  L’objectif de la revue est de faire le pont entre les connaissances théoriques en écologie et les pratiques de gestion du territoire pour la restauration des milieux naturels. 
Actuellement, le directeur de publication est Tein McDonald.